# 跨膜蛋白
跨膜蛋白（transmembrane protein，TP）又称穿膜蛋白，是一種貫穿跨越生物膜（細胞膜或胞器膜）兩端一次或多次的蛋白。
許多跨膜蛋白的功能是作為通道或“裝載碼頭”來實施拒絕或允許某種特定的物質跨過生物膜的運輸、進入細胞，同時，也使要廢棄的副產品運出細胞。當對某種分子做出相應時，這些“負責運載”的跨膜蛋白通過特定的摺疊和彎曲方式，實現該分子的跨過生物膜的運輸。
跨膜蛋白在水中凝聚并沉淀。大多數跨膜蛋白要用去污劑或非極性溶劑提取，少數貝塔－折筒狀蛋白也可用某些變性劑提取。

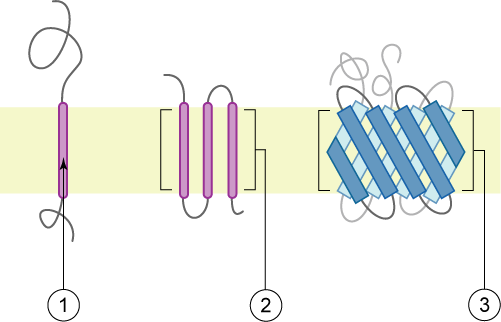
Schematic representation of transmembrane proteins:
1.一種單次跨膜α-螺旋（單次跨膜蛋白）
2.一種多次跨膜α-螺旋蛋白
3.一種多次跨膜β-折片蛋白
淺棕色部分代表膜

所有的跨膜蛋白是整合膜蛋白（也叫內嵌膜蛋白），但是不是所有的整合膜蛋白都是跨膜蛋白。

## 類型
跨膜蛋白有兩種基本類型：
1. α－螺旋：這種蛋白存在于細菌細胞的內膜或真核細胞的質膜，也有時存在于真核細胞的外膜。[3]這是跨膜蛋白的主要類型。據估計在人體內所有蛋白質的27%是α－螺旋膜蛋白。[4]
2. β－筒狀蛋白。到目前為止，這類蛋白僅在革蘭氏陰性細菌的外膜、革蘭氏陽性細菌的細胞壁、以及線粒體和染色質的外膜上發現。所有的β－筒狀跨膜蛋白都有最簡單的上－和－下拓撲學結構，這可以反映出他們共同的進化起源和相似的摺疊機制。另一種分類是根據其N- 和C-末端結構域的位置。I、II、III型為一次跨膜蛋白，而IV型是多次跨膜蛋白。I型跨膜蛋白用停止－傳輸錨定序列錨定到脂質膜上，并且，其N-末端結構域在合成時瞄準于ER腔（內質網腔，并且，如果成熟形式是位于質膜上，則N-末端結構域則瞄準于細胞外間隙。II型和III型用信號錨定序列錨定。II型用其C-末端結構域瞄準ER腔，而III型有其N-末端結構域瞄準ER腔。IV型有兩個亞型－IV-A和IV-b。IV-A用其N-末端結構域瞄準細胞質，而IV-B則用其N-末端瞄準腔。[5]劃分成四種類型的意義特別顯示于轉運和內質網束縛的翻譯時。此時，蛋白必須根據類型決定其通過內質網膜的方向。

## 熱力學穩定性和折疊

### α-螺旋跨膜蛋白的穩定性
從熱變性研究判定α-螺旋跨膜蛋白通常是穩定的，因為在膜內它們不完全解折疊（在非極性介質中的完全展開需要斷裂太多的α-螺旋H-鍵）。另一方面，這些蛋白很容易“錯折疊”，因為在膜中的非天然聚集轉化成熔球態，形成非天然的雙硫鍵，或者外周區域和不規則環的解折疊，這些解使局部穩定性降低。。
恰當地定義“解折疊態”也很重要。在去污劑膠束中的膜蛋白的“解折疊態”不同于熱變性實驗中的“解折疊態”。在去污劑中的狀態代表了折疊的疏水α-螺旋和去污劑覆蓋的部分解折疊片段。例如，在十二烷基磺酸鈉（SDS）膠束中的“解折疊”的細菌視紫紅質有四個折疊的跨膜α-螺旋，而其余的蛋白則位于膠束－水界面并且可取不同的非天然的兩性分子的結構類型。在這樣的去污劑失活的和天然態之間的自由能差相似于水溶性蛋白的穩定性（< 10 kcal/mol）。

### α-螺旋跨膜蛋白的折疊
α-螺旋跨膜蛋白在體外（in vitro）的再折疊在技術上是困難的。有相對較少的成功再折疊實驗的例子，比如像對細菌視紫紅質的實驗。在體內（in vivo）通常所有這樣的蛋白是在大的膜易位子（translocon）中翻译折叠的。易位子通道对新生的跨膜α-螺旋提供了一种高度异质的环境。相对极性的两性α-螺旋可以接受在易位子中的跨膜定向（尽管它可能是在膜表面或“在体外”解折叠），因为它的极性残基可以面对中心充水的易位子通道。这样的机制对于将极性的α-螺旋结合到跨膜蛋白的结构中是必需的。如果蛋白保持解折叠和附着在易位子上的时间太长，它会被专门的“质量控制”细胞体系所降解。

### β-筒狀蛋白的穩定性和折疊
根據化學變性研究，β-筒狀蛋白的穩定性與水溶性蛋白的穩定性相似。它們“在體內”的折疊被水溶性分子伴侣如，蛋白Skp所易化。

## 三維（3D）結構

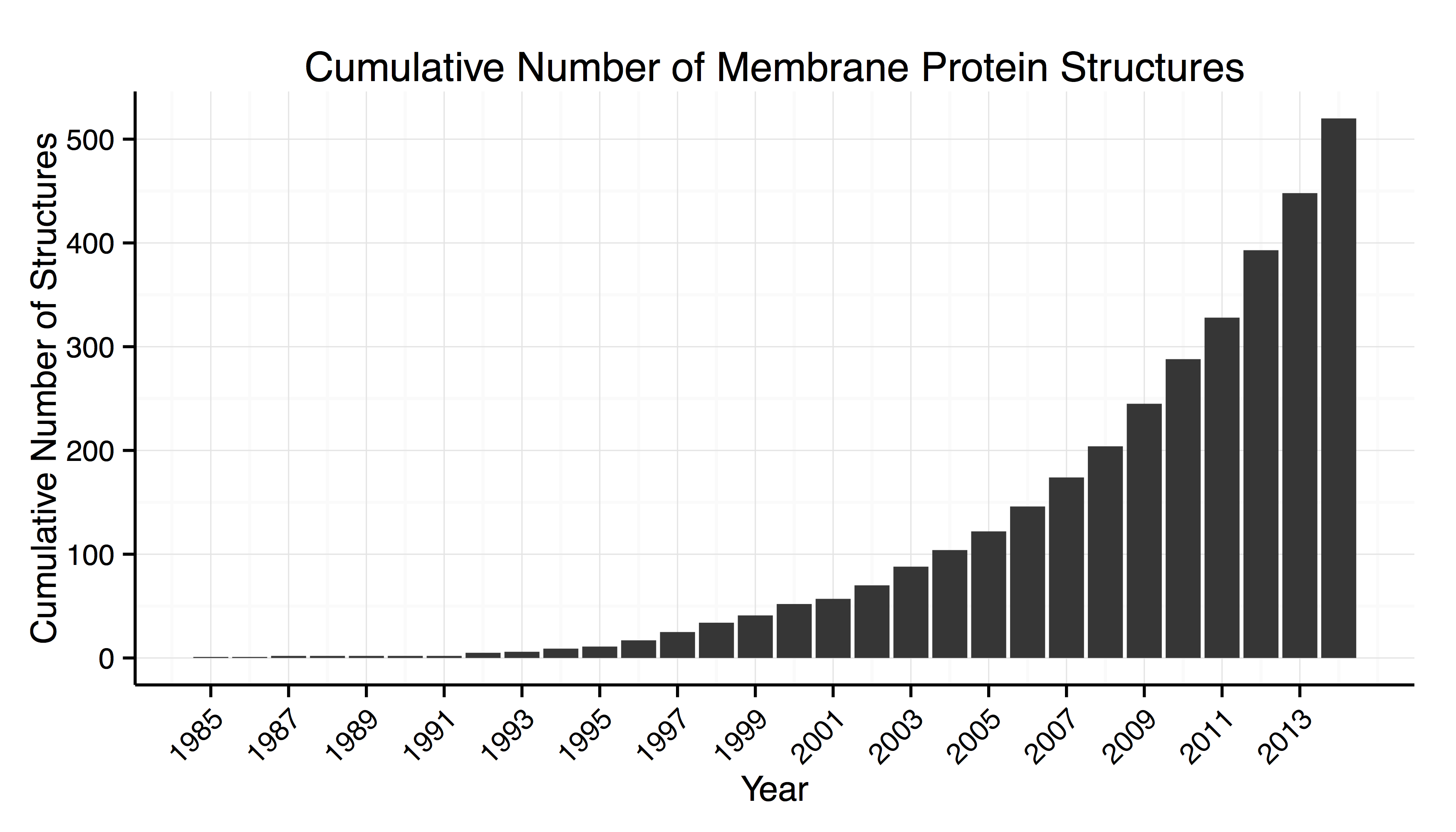
已知跨膜蛋白的三維（3D）結構年增加量

### 光吸收驅動的轉運蛋白
- 像細菌視紫紅質那樣的蛋白包括視紫紅質（也參見opsin)[6]
- 細菌光合反應中心以及光合系統I和II[7]
- 來自于細菌和葉綠體中的捕光復合物[8]

### 氧化還原驅動的轉運蛋白
- 跨膜細胞色素b樣蛋白[9]:輔酶Q-細胞色素c還原酶（細胞色素bc1）；細胞色素b6f復合物；甲酸脫氫酶、呼吸硝酸還原酶；琥珀酸-輔酶Q還原酶（延胡索酸還原酶）；和琥珀酸脫氫酶。見電子傳輸鏈。
- 來自細菌和線粒體的細胞色素c氧化酶[10]

### 電化學勢驅動的轉運蛋白
- 質子或鈉易位F-型和V-型ATP酶 （页面存档备份，存于）

### P-P-鍵水解驅動的轉運蛋白
- P-型鈣ATP酶（5種構象） （页面存档备份，存于）
- 鈣ATP酶調控子受磷蛋白和肌脂蛋白 （页面存档备份，存于）
- ABC轉運蛋白：BtuCD （页面存档备份，存于）, multidrug transporter （页面存档备份，存于）, and  molybdate uptake transporter （页面存档备份，存于）
- 普通次級途徑（Sec）易位子（前蛋白轉位酶SecY） （页面存档备份，存于）

### 轉運子（單一轉運子，協同轉運子，反向轉運子）
- 線粒體運載蛋白 （页面存档备份，存于）
- 主要的易化因子超家族（Major Facilitator Superfamily，甘油-3-磷酸轉運子、乳糖透性酶、和多藥轉運子（Multidrug transporter EmrD） （页面存档备份，存于）
- 耐药节结化细胞分化家族（Resistance-nodulation-cell division family，多藥外排轉運子AcrB,見多藥耐藥） （页面存档备份，存于）
- 二羧酸/氨基酸：陽離子協同轉運子（質子谷氨酸協同轉運子） （页面存档备份，存于）
- 單價陽離子/質子反向轉運子（鈉/質子反向轉運子1 NhaA)  （页面存档备份，存于）
- 神經遞質鈉協同轉運子 （页面存档备份，存于）
- 氨轉運子 （页面存档备份，存于）
- 藥物/代謝轉運子（小型多藥抗藥轉運子EmrE－結構回收錯誤） （页面存档备份，存于）

### 阿拉發-螺旋通道包括離子通道
- 電壓門離子通道如：包括鉀通道KcsA和KvAP,和內向整流鉀離子通道Kirbac  （页面存档备份，存于）
- 大傳導性機械式感應通道，（MscS） （页面存档备份，存于）
- 機械式感應通道|小傳導性機械式感應通道（MscS） （页面存档备份，存于）
- 鎂傳輸子|CorA金屬離子傳輸子 （页面存档备份，存于）
- 神經遞質受體的配位體門離子通道（乙酰膽堿受體） （页面存档备份，存于）
- 水通道蛋白 （页面存档备份，存于）
- 氯通道 （页面存档备份，存于）
- 外膜輔助蛋白（多糖傳輸子） （页面存档备份，存于）來自細菌外膜的α-螺旋跨膜蛋白

### 帶阿拉發-螺旋跨膜錨定的蛋白
- T細胞受體跨膜二聚化區域 （页面存档备份，存于）
- 細胞色素c亞硝酸還原酶復合物 （页面存档备份，存于）
- 磺基氢化酶 （页面存档备份，存于）
- Stannin  （页面存档备份，存于）
- 血型糖蛋白A二聚體 （页面存档备份，存于）
- 丝状病毒（絲狀噬菌體）主要包衣蛋白 （页面存档备份，存于）
- 菌毛蛋白 （页面存档备份，存于）
- 肺表面活性劑相關的蛋白 （页面存档备份，存于）
- 單胺氧化酶A和B  （页面存档备份，存于）,
- 脂肪酸胺水解酶[11]
- 細胞色素CP450氧化酶 （页面存档备份，存于）
- 鹽皮質激素|皮質類固醇11β-脫氫酶 （页面存档备份，存于）
- 信號肽肽酶 （页面存档备份，存于）
- 專用于人類紅細胞膜整合蛋白（stomatin）類似物的膜蛋白酶 （页面存档备份，存于）

### 酶類
- 甲烷單氧化酶 （页面存档备份，存于）
- 扁菱形蛋白酶 （页面存档备份，存于）
- [雙硫鍵形成蛋白（DsbA-DsbB復合物） （页面存档备份，存于）

### 帶阿拉發-螺旋跨膜錨定的蛋白
- T細胞受體跨膜二聚化區域 （页面存档备份，存于）
- 細胞色素c亞硝酸還原酶復合物 （页面存档备份，存于）
- 磺基氢化酶 （页面存档备份，存于）
- Stannin  （页面存档备份，存于）
- 血型糖蛋白A二聚體 （页面存档备份，存于）
- 丝状病毒（絲狀噬菌體）主要包衣蛋白 （页面存档备份，存于）
- 菌毛蛋白 （页面存档备份，存于）
- 肺表面活性劑相關的蛋白 （页面存档备份，存于）
- 單胺氧化酶A和B  （页面存档备份，存于）,
- 脂肪酸胺水解酶[11]
- 細胞色素CP450氧化酶 （页面存档备份，存于）
- 鹽皮質激素|皮質類固醇11β-脫氫酶 （页面存档备份，存于）
- 信號肽肽酶 （页面存档备份，存于）
- 專用于人類紅細胞膜整合蛋白（stomatin）類似物的膜蛋白酶 （页面存档备份，存于）

### 由單肽鏈組成的β-筒狀蛋白
- 來自于八個貝塔-折疊鏈并且剪切次數（shear number）為10的貝塔筒狀蛋白（n=8, S=10）

 （页面存档备份，存于）. 它們包括，:
- - OmpA-樣跨膜區域（OmpA）,
  - 病毒毒力相關的外膜蛋白家族（OmpX），
  - 外膜蛋白W家族（OmpW）,
  - 抗菌肽耐藥性和脂質A酰化作用蛋白家族（PagP）
  - 脂质A脱酰化酶PagL，和
  - 透明质家族孔蛋白（NspA）
- 自主转运蛋白結構域（n=12,S=14'） （页面存档备份，存于）
- FadL外膜蛋白轉運家族，包括脂肪酸轉運蛋白FadL（n=14,S=14） （页面存档备份，存于）
- 普通細菌孔蛋白家族也叫三聚體（n=16,S=20） （页面存档备份，存于）
- 麥芽糖孔蛋白或糖孔蛋白（n=18,S=22） （页面存档备份，存于）
- 核苷特異孔蛋白（n=12,S=16） （页面存档备份，存于）
- 外膜磷脂酶A1（n=12,S=16） （页面存档备份，存于）
- TonB-依賴性受體和它們的TonB-依賴性受體#塞式結構域。它們是配體門控制外膜通道（n=22,S=24），包括鈷胺轉運蛋白BtuB、Fe (III) -绿膿杆菌螯鐵蛋白受體FptA、三價鐵羥肟酸攝取受體FhuA、轉運子FecA、和熒光嗜鐵素pyoverdine受體FpvA。 （页面存档备份，存于）
- 外膜蛋白OpcA家族（n=10,S=12）包括外膜蛋白酶OmpT和黏附素/侵襲素OpcA蛋白 （页面存档备份，存于）
- 外膜蛋白G孔蛋白家族（n=14,S=16） （页面存档备份，存于）

注釋：n和S分別代表貝塔折疊鏈的數目和剪切次數 of the beta-barrel

### 由幾個肽鏈組成的β-筒狀蛋白
- 三聚體自主轉運子（n=12,S=12） （页面存档备份，存于）
- 外膜外排蛋白，也叫三聚體外膜因子（n=12,S=18）包括TolC和多糖耐藥蛋白 （页面存档备份，存于）
- MspA孔蛋白（八聚物n=S=16)和α-溶血素（七聚物n=S=14)  （页面存档备份，存于）這些蛋白是分泌的。也見短桿菌肽A （页面存档备份，存于）一種形成跨膜β-螺旋的二聚體的多肽。該多肽也由革蘭氏陽性菌分泌。